# Stantsi
Stantsi ou Stanci (en macédonien Станци) est un village du nord-est de la Macédoine du Nord, situé dans la municipalité de Kriva Palanka. Le village comptait 203 habitants en 2002.

## Démographie
Lors du recensement de 2002, le village comptait :
- Macédoniens : 203